# Luciano Ricceri
Luciano Ricceri est un chef décorateur et un directeur artistique italien né le 26 avril 1940 à Rome et mort le 1er février 2020 à Orte.
Il est le décorateur des films d'Ettore Scola.

## Filmographie partielle
- 1962 : Mon ami Benito de Giorgio Bianchi
- 1966 : Belfagor le Magnifique d'Ettore Scola
- 1967 : L'Homme à la Ferrari de Dino Risi
- 1968 : Casse au Vatican d'Emilio Miraglia
- 1970 : Drame de la jalousie d'Ettore Scola
- 1971 : Le Ravi d'Ettore Scola
- 1972 : La Plus Belle Soirée de ma vie d'Ettore Scola
- 1973 : Teresa la voleuse de Carlo Di Palma
- 1974 : Nous nous sommes tant aimés d'Ettore Scola
- 1977 : Une journée particulière d'Ettore Scola
- 1979 : Deux Bonnes Pâtes de Sergio Citti
- 1980 : La Terrasse d'Ettore Scola
- 1983 : Le Choix des seigneurs de Giacomo Battiato
- 1983 : Le Bal d'Ettore Scola
- 1985 : Berlin Affair de Liliana Cavani
- 1985 : Macaroni d'Ettore Scola
- 1987 : Contrôle de Giuliano Montaldo
- 1987 : La Famille d'Ettore Scola
- 1990 : Le Voyage du capitaine Fracasse  d'Ettore Scola
- 1998 : L'ultimo capodanno de Marco Risi
- 2001 : Concurrence déloyale d'Ettore Scola
- 2003 : Gente di Roma d'Ettore Scola

## Récompenses et nominations[2]

### Récompenses
- David di Donatello du meilleur décorateur pour Le Voyage du capitaine Fracasse en 1991
- David di Donatello du meilleur décorateur pour Concurrence déloyale en 2002

### Nominations
- David di Donatello du meilleur décorateur pour Le Bal en 1984
- David di Donatello du meilleur décorateur pour Berlin Affair en 1986
- David di Donatello du meilleur décorateur pour La Famille en 1987
- David di Donatello du meilleur décorateur pour L'ultimo capodanno en 1998